# 藤田博久
藤田 博久（ふじた ひろひさ、1952年11月1日 - ）は、日本の経営者、銀行家。大阪府出身。

## 経歴・人物
1976年に岡山大学法文学部を卒業し、同年に池田銀行に入行した。2003年に取締役に就任し、2012年6月には池田泉州ホールディングス社長と池田泉州銀行頭取に就任。2018年6月には特別顧問に就任。
2025年4月に旭日中綬章を受章した。